# سیارک ۸۳۱۵
سیارک ۸۳۱۵ (به انگلیسی: 8315 Bajin، نامگذاری:1997WA22) هشت هزار و سیصد و پانزدهمین سیارک کشف شده‌است که در ۲۵ نوامبر ۱۹۹۷ کشف شد.
قدر مطلق سیارک برابر ۱۳٫۸۰ است.